# 天主教阿米代尔教区
天主教阿米代爾教區（拉丁語：Dioecesis Armidalensis）是澳大利亞一個羅馬天主教教區。屬悉尼總教區。成立於1869年11月28日。
教區位於新南威爾斯州巴旺河和新英格蘭地區，教座位於阿米代爾。2004年有教友161,083人（佔轄區人口29.4%）、廿五個堂區、卅四名司鐸。現任教區主教為彌額爾·肯尼迪。